# Podgorje (żupania dubrownicko-neretwiańska)
Podgorje – wieś w Chorwacji, w żupanii dubrownicko-neretwiańskiej, w gminie Orebić. W 2011 roku liczyła 171 mieszkańców.